# 2014年金馬國際影展
2014年金馬國際影展，為2014年11月6日至11月27日，由臺北金馬影展執行委員會在臺灣台北舉辦的國際觀摩影展。

## 簡介
參展影片如下：
- 三池崇史《愛噬你》

## 外部連結
- 金馬國際影展（页面存档备份，存于）